# ليون إير الرحلة 610
كانت رحلة 610 ليون أير رحلة ركاب داخلية تشغلها شركة النقل منخفض التكلفة ليون أير من مطار سوكارنو هاتا الدولي في جاكرتا إلى مطار ديباتي أمير في بانغكال بينانغ. في 29 أكتوبر 2018، تحطمت طائرة الرحلة، بوينغ 737 ماكس 8، بعد 13 دقيقة من الإقلاع، وكان على متنها 188 شخصًا. وعُثر على بعض من حطام الطائرة بالقرب من منشأة نفطية في بحر جاوة.

## الطائرة
الطائرة المنكوبة هيَ من طِراز بوينغ 737 ماكس وتحمل الرقم التسجيلي (PK-LQP) وهي مدعومة باثنينِ منَ محركات لِيب. بدأت الطيران والتحليق رسميًا في 13 آب/أغسطس 2018 أي قبل أقل من شهرين على تاريخ الحادث. في وقت الحادث؛ كانت الطائرة قد حلقت جوا لما يقل عن 800 ساعة فقط. يُعد هذا الحادث هو الأوّل من نوعهِ الذي ينطوي على طائرة من طراز بوينغ 737 ماكس منذ دخول هذا النوع حيّز الخدمة في عام 2017.

## الركاب وأفراد الطاقم
وفقا للمسؤولين الإندونيسيين فقد كانَ على متنِ الرحلة 189 شخصًا؛ 181 منهم من المدنيين (178 من البالغين وثلاثة أطفال)، أضافة الي ثمانية من طاقم الطائرة من بينهم طياريْن.

### الطاقم
قائد الطائرة هندي الجنسية، يعملُ كطيار منذ سبع سنوات وبلغ مجمل ساعات طيرانه 6000 ساعة تقريبًا، أمّا مساعدهُ الإندونيسي فلهُ 5000 ساعة طيران.

### الركاب
من ضمنِ الركّاب؛ كانَ هناك عشرين موظفًا لدى وزارة المالية؛ سبعة من بانغكا - بليتونغ جبنًا إلى جنب معَ ممثل أعضاء المجلس لدى الوزارة وثلاث محامين وكذا ثلاث قضاة من إندونيسيا يعملونَ في المحكمة العليا والمحكمة الوطنية. حسب المعلومات التي حصلت عليها وكالات الأنباء، كان على متن الطائرة أجنبيان؛ وهما قائد الطائرة الهندي ومواطن آخر من إيطاليا.

## تفاصيل الرحلة
انطلقت رحلة الطيران من جاكرتا في 29 تشرين الأول/أكتوبر 2018 في تمام الساعة 6:20& بالتوقيت المحلي (28 تشرين الأول/أكتوبر 2018 على الساعة 23:20 بالتوقيت العالمي المنسق) وكان من المقرر أن تصل إلى مطار ديباتي أمير في بانغكال بينانغ بإندونيسيا عند الساعة 7:20 صباحًا. أقلعت الطائرة في اتجاه الغرب قبل أن تتجه ناحيةَ الشمال متجهة صوب مكان تحطمها في حوالي الساعة 6:33 صباحا شمال شرق جاكرتا في المياه التي أشارت التقديرات إلى أنّها تصل لعمق 35 متر (115 قدم). خلالَ رحلتها؛ وصلت الطائرة إلى أقصى ارتفاع سُجّلَ في 5,000 قدم (1,500 م) قبلَ أن تنخفضَ وترتفع عدّة مرات حتى اختفائها من شاشات الرادار وهي على ارتفاع 3,650 قدم (1,110 م) مع سُرعة بلغت 345 عقدة (397 ميل/س). وفقا لمسؤول من وكالة البحث والإنقاذ في بانغكال بينانغ فإنّ مكتب طاقم الطائرة كانَ قد طلب تصريحًا بالعودة إلى مطار جاكرتا أثناءَ الرحلة. بخصوص موقع الحادث فهو يقعُ على بُعد 34 ميل بحري (63 كـم) قُبالة سواحل منطقة وصاية كراوانغ في جزيرة جاوة.

## ردود الفعل

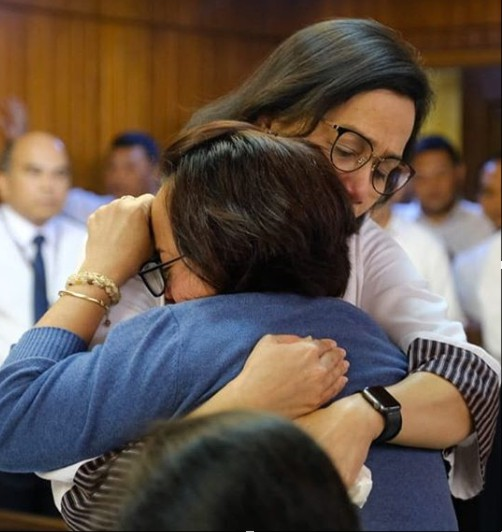
وزيرة المالية الإندونيسية سري مولياني وهي تُطمئن أحد أقرباء الضحايا

بدأت الوكالة الوطنية الإندونيسية للبحث والإنقاذ بمساعدة من القوات الجوية الإندونيسية عمليّات البحث والإنقاذ، حيثُ أرسلت الوكالة نحو 150 شخصا في قوارب وطائرات هليكوبتر إلى موقع الحادث. أمّا القوات الجويّة فقد عملت علَى نشر الزوارق في البحر من أجلِ إنقاذ من تبقى على قيدِ الحياة. حسب ما ذكرتهُ السلطات ونقلًا عن شهود عيان فإنّ الطائرة قد تحطمت في تمام الساعة 6:45 صباحًا فيما عُثر على الحطام في البحر في تمام الساعة 7:15 صباحا كذلك.
أكّد المتحدث باسم وكالة البحث والإنقاذ للصحفيين أن الطائرة قد تحطّمت فعلًا،  وأنّ هناك قتلى لكنهُ لم يكشف عن عددهم أو هويّاتهم. أمّا الرئيس التنفيذي للخطوط الجويّة المعنية بالأمر فقد أكّدَ على أنهُ قد أُبلغَ عن «مشكلة فنية» ليلة الأحد بخصوص هذه الرحلة ولكن المعلومات –حسب تصريحاته– أكدت أنّ الطائرة قادرة على التحليق بحلول يوم الاثنين.